# رفیق (فیلم ۲۰۱۸)
رفیق (به انگلیسی: Dude) یک فیلم کمدی آمریکایی ۲۰۱۸ به کارگردانی الیویا میلچ است و در آوریل ۲۰۱۸ توسط شبکه نتفلیکس منتشر شد.

## بازیگران
- لوسی هیل به عنوان لیلی
- کاترین پرسکات به عنوان کلویی دنیلز
- الکساندرا شیپ به عنوان آمیلا
- آکوافینا به عنوان ربکا
- الکس وولف به عنوان نوا
- بروک اسمیت به عنوان لورین دنیلز
- جری مک‌کینون به عنوان سم
- رونن روبینشتاین به عنوان مایک
- ساتیا بابا به عنوان امانوئل
- سیدنی لوکاس به عنوان اولیویا
- نورا دان به عنوان روزا
- ایان گومز به عنوان جری
- کلتن دون به عنوان افسر هیگینز
- آستین آبرامز به عنوان جیمز
- آستین باتلر به عنوان توماس دنیلز
- میکلا واتکینس به عنوان جیل
- جک مک‌بریر به عنوان گای
- ساشا اسپیلبرگ به عنوان کری
- کلادیا دومیت به عنوان جسیکا
- آرتمیس پبدانی به عنوان سفایر
- استر پاویتسکی به عنوان آلیسیا
- استونی بلیدن به عنوان استونی

## انتشار
در مه ۲۰۱۷، نتفلیکس حق توزیع فیلم را بدست آورد. آنها این فیلم را در تاریخ ۲۰ آوریل ۲۰۱۸ منتشر کردند.